# Російськомовні громадяни
Російськомовні громадяни, російськомовне населення (рос. русскоязычные (русскоговорящие) граждане, русскоязычное население) ― статистично-демографічне, а згодом політичне поняття, вираз зі сфери історично-політичної риторики, що перейшов у побутове використання та був використаний російською пропагандою для виправдання окупації українських територій. На думку деяких українських фахівців, зокрема представників конституційного суду, йому бракує юридичної визначеності.

## Передісторія

### Статистичні дані
Доктор політичних наук, професор Мамонтова Е. В. зазначає, що статистичні показники (перепис 2001 року, опитування КМІС) дозволяють багатьом прихильникам надання російській мові в Україні статусу другої державної обґрунтовано стверджувати, що російськомовні громадяни України є майже найбільшою в Європі лінгвістичною спільнотою, мова якої не визнана як державна або офіційна. Геополітичний контекст простежується і за визнанням за російськомовними громадянами України статусу найкрупнішої російськомовної спільноти за межами РФ.
Протягом 2007–2010 років науковці лабораторії психології мас і спільнот Інституту соціальної та політичної психології НАПН України досліджували «Соціально-психологічні чинники інтеграції російськомовної спільноти в сучасне українське суспільство». На одному із завершальних етапів роботи у жовтні-листопаді 2009 року було проведено опитування в переважно російськомовних південно-східних регіонах країни. Здобуті дані, як зазначає доктор психологічних наук професор Васютинський В.О., дали змогу виявити основні тенденції колективного самовизначення російськомовної спільноти. Тенденція «ригідизації ідентичності віддзеркалює намагання „завмерти“ в статусі референтної російськомовної спільноти, вистояти перед загрозами втрати ідентичності, не піддатися на пропоновані або нав’язувані зміни». Тенденція сакралізації ідентичності означає надання російській мові додаткового символічного значення як ознаки, «боротьба за збереження якої стає провідним сенсом існування особи і спільноти».
Український мовознавець, кандидат філологічних наук Радевич-Винницький Я. К. відзначає, що чимало російськомовних українців, називають рідною українську мову і прагнуть, щоб їхні діти вивчали її. За підсумками Всеукраїнського перепису населення 2001 року, до складу російськомовного населення України, крім росіян, входить значна частина мовноасимільованих українців та інших етнічних груп. Російську мову в Україні визнали рідною 14,8% етнічних українців, 15,6% поляків, 58,7% татар, 62,5% білорусів, 83% євреїв, 88,5% греків. 12% російськомовних громадян України українською мовою не володіють.

### Позиції вчених
На думку аспіранта Центру українознавства Лєсєва І. В., на відміну від російськомовної людини (яка, не обов'язково ідентифікує себе виключно з Росією), в україномовних людей немає варіативної самоідентифікації, тобто «вони ідентифікують себе виключно з Україною», а не з малою батьківщиною (Донбасом, Кримом, Тавридою тощо). Станом на початок 2010-х, як вважає вчений, «українізація набула небаченого раніше розмаху» і тепер російськомовні громадяни стають меншістю (хоча і дуже значною). Російськомовна меншість концентрується за географічним принципом, а не за соціальними ознаками, як це було в СРСР, коли російськомовні громадяни мешкали в містах (у тому числі й західноукраїнських), а україномовні переважно в сільській місцевості. Така диференціація населення, яка складається в результаті успішної та динамічної українізації, з «дуже значною ймовірністю» може привести до виникнення окремого субетносу, який почне себе усвідомлено протиставляти українському етносу.
Український вчений-краєзнавець доктор історичних наук Робак І. Ю. відзначає, що історично склалося так, що східні та південні регіони України формувалися в умовах переважного впливу російської культури і мови, тому на цих територіях переважну кількість населення складають російськомовні громадяни. На його думку, вони з більшою готовністю захищають статус російської мови як другої державної.
Доктор юридичних наук, професор Пилипенко П. Д. зазначає, зазвичай прихильники державного статусу російської мови як другої державної в Україні апелюють до положень Європейської хартії регіональних мов або мов меншин, наголошуючи на тому, що її вимоги порушує українська влада і в результаті страждають переважно російськомовні громадяни.
Мамонтова Е. В. вважає, що проаналізовані в її статті факти станом на 2007 рік ілюструють спекулятивність закликів певних політичних сил щодо захисту російської мови в Україні та мобілізації російськомовного населення для «врятування від насильницької українізації»; а також, що умови для безперешкодного розвитку російської мови в Україні належно закріплені державою на законодавчому рівні.

#### Щодо походження терміна
Директор Інституту української мови НАН України Павло Гриценко на засіданні Конституційного суду заявив, нібито «першим поняття „російськомовне населення“ використав міністр закордонних справ СРСР Андрій Козирєв у 1989 році». Проте термін активно вживався й до того.

## В сучасній українській політиці

### Тлумачення терміна Конституційним судом
Конституційний суд у своєму рішенні від 14 липня 2021 року зазначив, що «виокремити „російськомовних громадян“ України як соціально-демографічну групу неможливо». Також на думку представників Конституційного суду «„російськомовні громадяни“ України не становлять одноцільної соціальної одиниці ― такої, що як група осіб має право на юридичний захист як етнічна або мовна група, а є політичним конструктом, а не юридичною категорією, на яку може поширюватися режим юридичного захисту, гарантований відповідними приписами Конституції України та інструментів міжнародного права».

### Позиції громадських та політичних діячів
Уповноважений із захисту державної мови Тарас Кремінь заявляє, що «в Україні немає такого поняття „російськомовність“ ― цей маркер був запроваджений російською ідеологією». Також на його думку, «немає такої категорії „російськомовні“ ― є громадяни України, які не володіють державною мовою, не хочуть або не можуть». Він погодився з рішенням Конституційного суду та закликав не вживати «словосполук “російськомовне населення”, “російськомовні громадяни”, “російськомовні мешканці України”», «оскільки вони є нічим іншим, ніж пропагандистським політичний конструктом, вигаданим росією для обґрунтування нищення України і геноциду українців». 
На думку Ірини Фаріон «поняття російськомовні громадяни ― це образна ідентифікація тих людей, які на 32-му році незалежності України не можуть визначитися з тим, хто вони є».
За словами Юрія Шевчука, «„російськомовний громадянин“ ― це продукт масового насильства, тому що ні про який добровільний вибір російської в Україні говорити не можна, адже на російську переходили не лише через конформізм, кар'єризм, але й щоб не загинути фізично».